# Carl Christian Agthe
Pour les articles homonymes, voir Agthe.
Carl Christian Agthe (né le 16 juin 1762 à Hettstedt et décédé le 27 novembre 1797 à Ballenstedt) est un organiste et compositeur allemand.

## Biographie
Issu d'une famille de musiciens, il est devenu en 1782 organiste et maître de chapelle à la cour du prince d'Anhalt-Bernbourg. 
Le prince Frédéric-Albert d'Anhalt-Bernbourg était son commanditaire. Après le transfert de la cour à Ballenstedt, il a suivi le prince et a repris son ancien poste. Dans ce nouveau lieu, un théâtre de cour a été créé en 1787. Agthe était alors responsable de nombreuses œuvres qui y ont été montées. Il a travaillé au Théâtre de la Cour ducale, jusqu'à sa mort à l'âge de 35 ans.
Agthe était un compositeur prolifique. Ses compositions incluent principalement des opéras, des drames et des lieder. Pour ces derniers, il a choisi principalement des poèmes de poètes importants de la littérature classique allemande. Une partie de ses œuvres a été détruite durant la Seconde Guerre mondiale.
Son fils Albrecht Agthe (1790-1873) a été professeur de musique.

## Œuvres
Parmi ses compositions, on peut citer des mélodies, un ballet, des sonates pour piano, des lieder et des opéras.
- Erwin und Elmire, singspiel sur un texte de Johann Wolfgang von Goethe ;
- Martin Velten, opéra comique en trois actes, 1778 ;
- Philemon und Baucis, ballet-divertissement ;
- Der Barbier auf dem Lande, opéra comique en trois actes, 1779 ;
- Die Spiegelritter, opéra en trois actes, 1795 ;
- Mehala, die Tochter Jephta, drame musical.

### Lieder
- Abgewelkt, des bangen Lebens müde, texte de Ribbeck ;
- Ach, mir ist das Herz so schwer, texte  de Stolberg
- Euch jungen Weiberchen, texte de Philippine Gatterer ;
- Hast du nicht Liebe zu gemessen, texte de Gottfried August Bürger ;
- Holder Mai, die Lämmer springen, texte de Johann Wilhelm Ludwig Gleim ;
- Ich sehe mit Schmerzen, texte de Stolberg ;
- Leb wohl, bis wir uns wiedersehn, texte de Friedrich Schlegel
- Mir tut's so weh im Herzen, texte de Gottfried August Bürger
- Nichts kann mir Freude (Das verliebte Mädchen), texte de Philippine Gatterer ;
- Schließe gütig meine Augenlider (An den Schlaf), texte de Philippine Gatterer ;
- Schon hat des nahen Frühlings Güte (Minna an ihren Geliebten), texte de Philippine Gatterer ;
- Schön ist's, wenn die braune Kluft (Selino und Alcinna), texte de Philippine Gatterer ;
- Trinklied im Mai, texte de Ludwig Christoph Heinrich Hölty ;
- Wann die Hochzeitsfackel lodert, texte de Ludwig Andreas Gotter ;
- Wie selig, wer sein Liebchen hat, texte de Gottfried August Bürger.